# Akira Kurosawa
Akira Kurosawa (japonsko 黒澤 明, slov. pravopisno tudi: Akira Kurosava), japonski filmski režiser, producent in scenarist, * 23. marec 1910, Shinagawa, Tokio, Japonska, † 6. september 1998, Setagaya, Tokio.
Kurosawa je eden najpomembnejših filmskih režiserjev. Svoj prvi film Judo Saga je izdelal leta 1943, zadnjega Ne še pa leta 1993. Prejel je številne eminentne nagrade, med drugimi francoski red legije časti (Legion d'Honneur) in oskarja za življenjsko delo. Kot ustvarjalec je bistveno vplival na svetovno srenjo kinematografov (George Lucas, Sergio Leone,...).

## Filmografija
- Judo Saga (1943)
- Najlepši (1944)
- Judo Saga II (1945)
- Možje, ki stopijo tigru na rep (1945)
- Brez obžalovanja do naše mladosti (1946)
- Asu o tsukuru hitobito (1946)
- Neke prelepe nedelje (1947)
- Pijani angel (1948)
- Tihi dvoboj (1949)
- Potepuški pes (1949)
- Škandal (1950)
- Rašomon (1950)
- Idiot (1951)
- Živeti (1952)
- Sedem samurajev (1954)
- Živim v strahu (1955)
- Krvavi prestol (1957)
- Na dnu (1957)
- Skrita trdnjava (1958)
- Zli dobro spijo (1960)
- Telesna straža (1961)
- Sanjuro (1962)
- Visoko in nizko (1963)
- Rdeča brada (1965)
- Dodeskaden (1970)
- Dersu Uzala (1975)
- Bojevnikova senca (1980)
- Kaos (1985)
- Sanje (1990)
- Rapsodija v avgustu (1991)
- Ne še (1993)

## Nagrade
- 1951 – Zlati lev na Beneškem filmskem festivalu za film Rašomon
- 1951 – LA.: častna nagrada akademije za najboljši film v tujem jeziku - za film Rašomon
- 1955 – Srebrni lev na Beneškem filmskem festivalu za film Sedem samurajev
- 1975 – LA.: oskar za najboljši film v tujem jeziku - za film Dersu Uzala
- 1980 – Zlata palma na filmskem festivalu v Cannesu za film Bojevnikova senca
- 1982 – Zlati lev za življenjsko delo na Beneškem filmskem festivalu
- 1984 – Legija časti, Francija
- 1990 – oskar za življenjsko delo